# Astryld falisty
Astryld falisty, helenka (Estrilda astrild) – gatunek małego ptaka z rodziny astryldowatych (Estrildidae). Występuje w Afryce Subsaharyjskiej; introdukowany w wielu rejonach świata, m.in. w Europie (Półwysep Iberyjski), na Karaibach, w Ameryce Południowej, na wyspach Oceanu Atlantyckiego (m.in. Bermudy, Wyspy Kanaryjskie, Wyspy Zielonego Przylądka, Wyspa Świętej Heleny), Indyjskiego (m.in. Mauritius, Reunion, Seszele) i Spokojnego (m.in. Nowa Kaledonia, Vanuatu, Tahiti, Hawaje). Jest mniejszy od wróbla.

## Systematyka
Takson ten po raz pierwszy zgodnie z zasadami nazewnictwa binominalnego opisał w 1758 roku Karol Linneusz w 10. edycji Systema Naturae. Autor nadał nowemu gatunkowi nazwę Loxia Astrild. Jako miejsce typowe wskazał Wyspy Kanaryjskie, Amerykę i Afrykę, co później uściślono do Kapsztadu w RPA. Linneusz swój opis oparł na publikacji George’a Edwardsa z 1751 roku, w której ptak ten został zilustrowany i opisany pod angielską nazwą Wax Bill.

### Podgatunki i zasięg występowania
Międzynarodowy Komitet Ornitologiczny (IOC) wyróżnia 15 podgatunków Estrilda astrild:
- E. astrild kempi – Gwinea, Sierra Leone i Liberia.
- E. astrild occidentalis – południowe Mali i Wybrzeże Kości Słoniowej do północnej Demokratycznej Republiki Konga oraz Bioko.
- E. astrild peasei – Etiopia.
- E. astrild macmillani – Sudan.
- E. astrild adesma – wschodnia Demokratyczna Republika Konga, Uganda, zachodnia Kenia do północno-zachodniej Tanzanii.
- E. astrild massaica – środkowa Kenia do północnej Tanzanii.
- E. astrild minor – południowa Somalia, wschodnia Kenia, północno-wschodnia Tanzania i Zanzibar.
- E. astrild cavendishi – południowa Demokratyczna Republika Konga i południowa Tanzania do Zimbabwe i Mozambiku. Obejmuje proponowany podgatunek schoutedeni.
- E. astrild niediecki – środkowa Angola do zachodniego Zimbabwe.
- E. astrild angolensis – wewnętrzna część zachodniej Angoli.
- E. astrild jagoensis – wybrzeża zachodniej Angoli i Wyspa Świętego Tomasza. Obejmuje proponowany podgatunek sousae z Wyspy Świętego Tomasza.
- E. astrild rubriventris – Gabon do północno-zachodniej Angoli.
- E. astrild damarensis – Namibia.
- E. astrild astrild – astryld falisty[4] – południowa Botswana oraz zachodnia i południowa RPA.
- E. astrild tenebridorsa – północna i wschodnia RPA.

Za podgatunek astrylda falistego niektórzy systematycy uznają także astrylda prążkowanego (E. astrild nigriloris Chapin, 1928), zamieszkującego południową część Demokratycznej Republiki Konga; przez innych jest on klasyfikowany jako odrębny gatunek.

## Morfologia
WyglądObie płci mają czerwoną przepaskę na oczach i czerwony dziób. Gardło jest białe, głowa szara. Grzbiet i skrzydła są szare w ciemnoszare prążki, brzuch jest jaśniejszy (również w prążki). Ogon jest ciemnoszarobrązowy. Na brzuchu jest różowa plama. Brak wyraźnego dymorfizmu płciowego, ale twierdzi się, że samice są mniej kontrastowe. Młode astryldy faliste są brązowo-szare z niewyraźnie zaznaczonym prążkowaniem. Nie mają różowej plamy na brzuchu i czerwonej przepaski na głowie.
Wymiary
- długość ciała: 11–13 cm
- rozpiętość skrzydeł: 12–14 cm
- masa ciała: 7–10 g

## Tryb życia

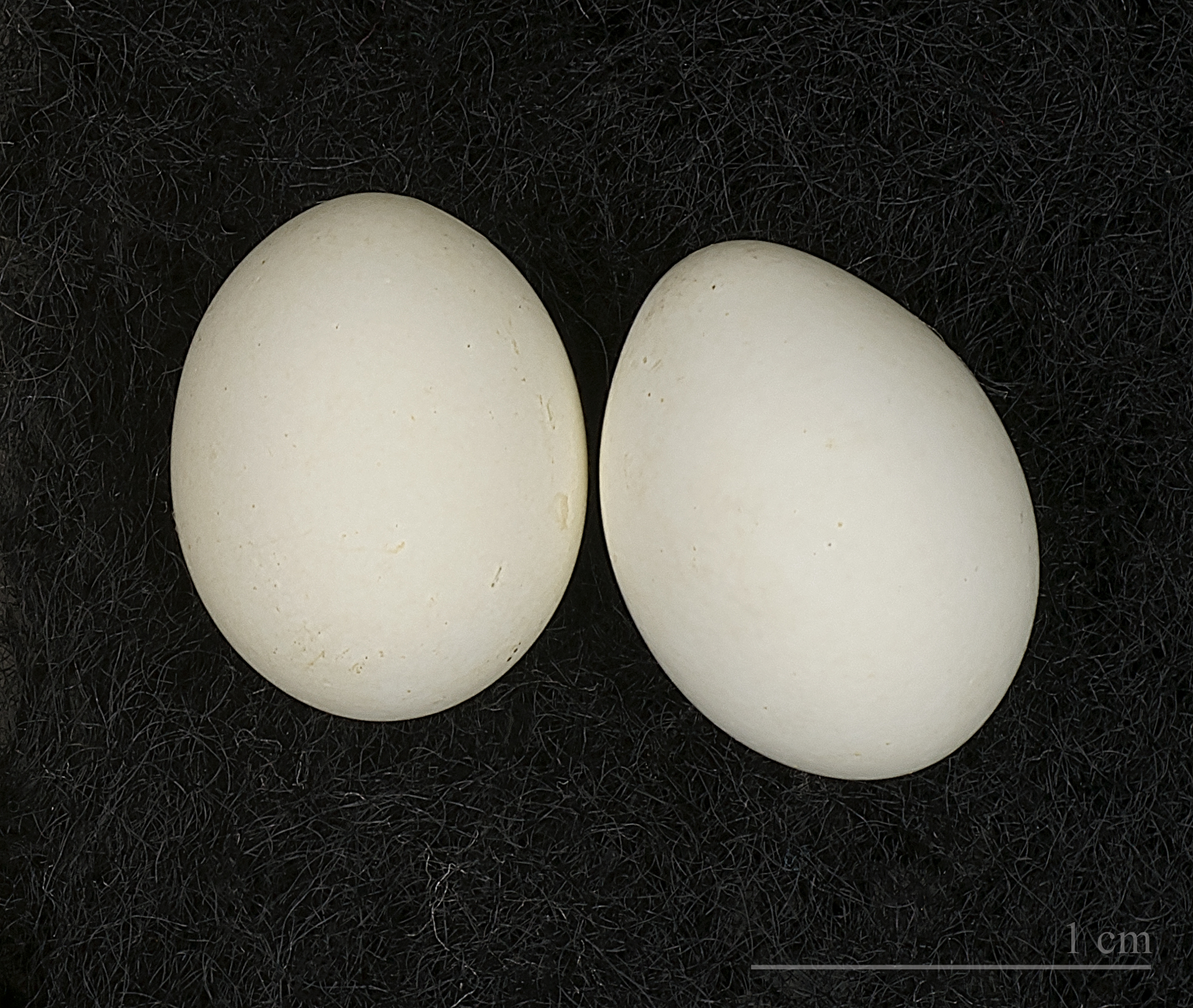
Jaja z kolekcji muzealnej

BiotopRozległe mokradła, brzegi rzek oraz strumieni porośniętych wysoką trawą i krzewami.
PożywienieMałe nasiona traw i zielone części roślin, były też obserwowane jak łowią w locie termity.
ZachowaniePoza okresem rozrodczym żyją w stadach do 100 ptaków. Lubią przebywać w zaroślach trzcinowych.
LęgiSamiec tokuje trzymając w dziobie listek lub źdźbło trawy, podskakuje na gałązce krzewu, na której siedzi i śpiewa. Gniazdo najczęściej jest budowane na ziemi wśród kęp wysokich traw albo pod gęstym krzewem. Rzadziej w gęstym krzewie do dwóch metrów nad podłożem. Wtedy otwór wejściowy jest umieszczony w dolnej części gniazda i zakończony czymś w rodzaju tunelu w kształcie wiszącej rurki. Gniazda, które są umieszczone na ziemi mają otwór wejściowy z boku. Na ziemi często są budowane 2 gniazda, obok siebie lub na sobie. Dwa gniazda najprawdopodobniej mają zmylić drapieżnika, bo otwór wejściowy do gniazda, w którym są jaja jest mało widoczny i zasłonięty, np. patyczkami, listkami. Samica znosi 4–6 jaj i wysiaduje je przez 11 dni na zmianę z samcem, samica w nocy. Pisklęta wykluwają się z żółtą skórą, pokrytą jasnoszarym puchem. W kąciku dzioba są niebiesko-białe brodawki. Po 3 tygodniach opuszczają gniazdo i jeszcze przez 2 tygodnie są dokarmiane przez rodziców.

## Status
W Czerwonej księdze gatunków zagrożonych Międzynarodowej Unii Ochrony Przyrody (IUCN) astryld falisty został zaliczony do kategorii LC (gatunek najmniejszej troski). Liczebność populacji nie została oszacowana, ale ptak ten opisywany jest jako szeroko rozpowszechniony i pospolity. Ze względu na brak dowodów na spadki liczebności bądź istotne zagrożenia dla gatunku, BirdLife International uznaje trend liczebności populacji za stabilny. Astryldy faliste żyją również na swobodzie w Europie. Ptaki, którym udało się uciec z portugalskich hodowli, całkiem dobrze zaaklimatyzowały się w okolicach Óbidos. Regularnie przystępują tam do lęgów i jest ich tam sporo.
IUCN uznaje astrylda prążkowanego E. (a.) nigriloris za odrębny gatunek i zalicza go do kategorii DD (niedostatecznie rozpoznany). Jest to ptak rzadki i bardzo słabo poznany.